# Resolucija varnostnega sveta Združenih narodov št. 1820
Resolucija varnostnega sveta Združenih narodov št. 1820 je bila soglasno sprejeta 19. junija 2008. Resolucija obsoja uporabo spolnega nasilja kot vojnega orožja in opredeljuje, da lahko posilstvo ali druge oblike spolnega nasilja, predstavljajo vojne zločine, zločine proti človeštvu ali konstruktivni akt v zvezi z genocidom. 